# UTC−9:30
| Ora standard (tot anul) Ora standard (iarna din emisfera nordică) Ora standard (iarna din emisfera sudică) | Regiune maritimă în acest fus orar Ora de vară (vara din emisfera nordică) Ora de vară (vara din emisfera sudică) |

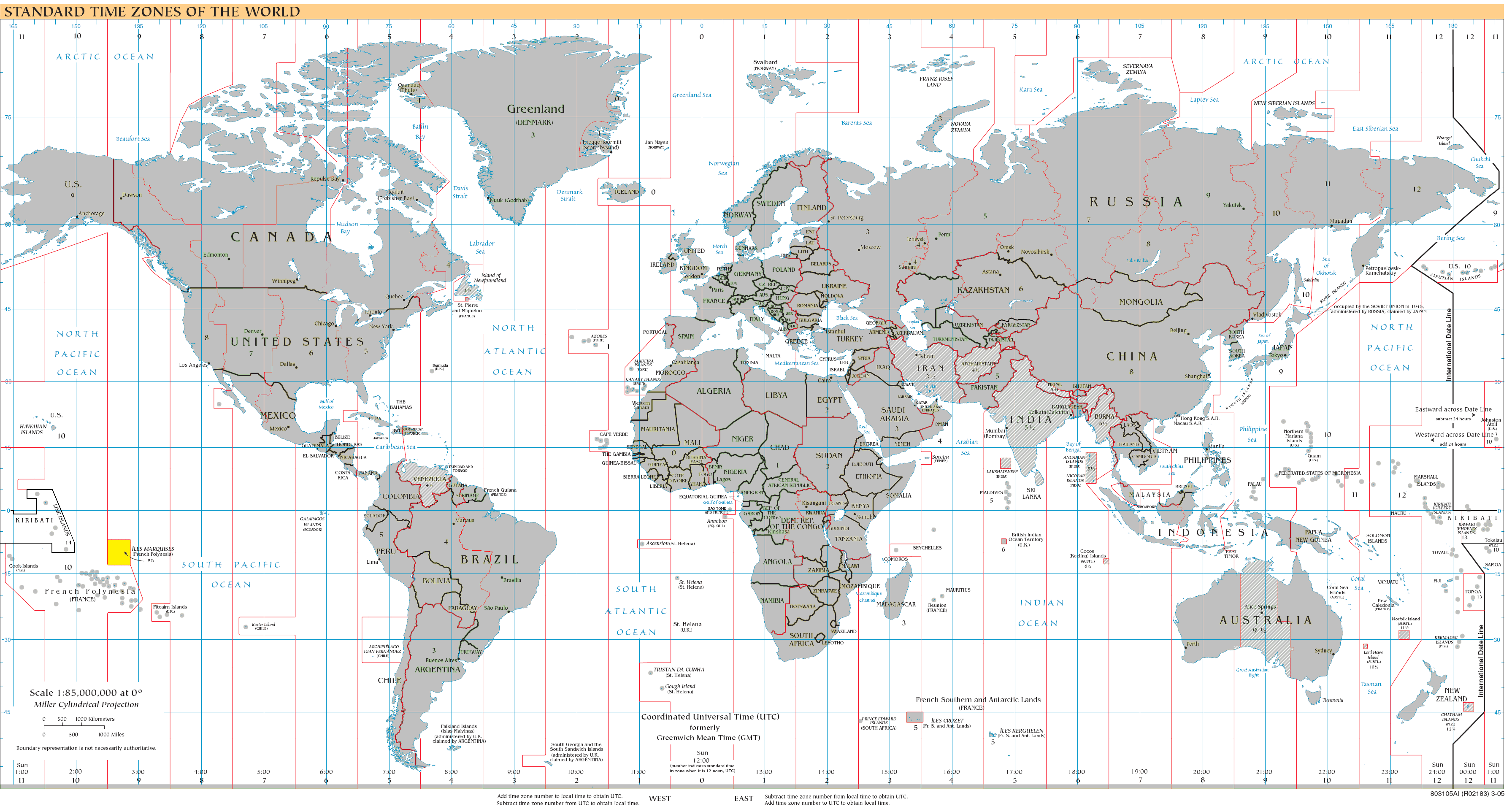
Utilizarea fusului orar UTC−9:30:

UTC−9:30 este un fus orar aflat cu 9 ore și 30 minute după UTC. UTC−9:30 este folosit în următoarele țări și teritorii:

## Ora standard (tot anul)
- Franța
  -  Polinezia Franceză [1] (MART - Heure de Marquises)
    -  Insulele Marchize